# 王貫英 (平民教育家)
王貫英（1901年6月20日—1998年12月15日），原名王明臣，山東省泰安市東平縣老湖鎮桓村人，到臺灣後長年在臺北市拾荒以購書興學，今有紀念圖書館。

## 生平

### 早年生活
王貫英為山東東平縣桓村人王步雲與李氏的第三胎，1901年生，生日為農曆五月初五端午節，民政登記為1906年4月1日，原名「王明臣」，乳名「鎖住」。王貫英上有二姊外，下有二弟王介其、三第王介臣、四弟王介右。
王貫英十歲受教於私塾教師田浩然，私塾位於桓村附近的侯莊。年少時，王貫英曾因仰慕武訓而去堂邑縣柳林集看崇賢義塾。後來，王貫英於單樓村創辦單家國民學校。
約1930年，王貫英生女王庭蘭。
1931年，九一八事變，王貫英至天津加入獨立第十六旅，任機槍手。1933年，因在凌源縣與日軍作戰升下士副班長。1934年秋，入中央陸軍軍官學校洛陽分校訓練，升上士。1937年，目睹七七事變。
王貫英是資深的國民黨員。抗戰勝利後，王貫英以「山東義丐」之名反共宣傳，編寫《反共三字經》，並於1949年4月1日投稿廣州《中央日報》，獲部長程天放頒發獎金。

### 拾荒捐古籍
王貫英於1950年搭乘海鄂輪至臺灣，從此以反共為誓而留起長鬚。該年，王貫英攜帶擴音機、書籍自基隆開始環島，在火車站進行反共宣傳。次年12月17日到1952年1月26日，王貫英從板橋鎮開始，於臺北縣各鄉鎮宣傳講演，至內湖鄉結束。之後，他將各界捐贈購買一輛兩輪手推車，裝滿大批反共抗俄書籍，繼續在臺灣各地宣傳。
1956年，王貫英住在臺北市館前路、許昌街的違建，以收廢紙為生，但該年9月30日遭到火災。戰後初期，外省籍低層軍人在臺北南機場、水源路一帶堤防外搭違建而居。王貫英便搬到該地的漳州街120巷50號，每日騎三輪車從中華路沿著武昌街等地靠撿拾破爛度日。
1955年，王貫英興起動「捐書興學」的心願，在三輪車上寫著「化緣積善，助學立人。請賜廢物，功德無量」。1961年，民間人士在雲林縣西螺鎮籌設人文中學。首次捐書的王貫英買300多冊書捐給人文中學，書為價值新台幣5萬元的《通典》等。同年，王貫英與陳五福等得到第四屆好人代表。12月13日在中國大陸災胞救濟總會接受表揚時，王貫英當場給總理事長谷正綱新台幣200元，說要救助中國大陸同胞。
1964年，前台北市黨部主任委員梁永章頒王貫英「高風亮節」的獎盃，及匾額「武訓再生」。
1966年8月25日，王貫英發起組織「台北市廢物興學促進會」，設址於台北市濟南路一段5號，期能籌設一所學校。該年，薇薇夫人稱讚王貫英這十幾年來以拾荒的錢，買了不少書捐贈給學校圖書館。1968年實施臺灣九年國民義務教育後，王貫英放棄建校，改以贈書為志向，如自費翻印《弟子規》贈送各機關學校及社會人士。王貫英友人季耀回憶王貫英為捐書自奉甚儉，連食物發霉壞了還捨不得丟掉，便只好叫孫子以尊敬長輩名義定期送王貫英食物。
王貫英並在文化圖書公司設一帳戶，定期繳款，以長期買書送人。對於為何捐書以《古今圖書集成》、《十三經注疏》、《二十五史》、《古今圖書集成》等非熱門的書為主，他解釋是這些才能代表中華文化。如1973年12月31日，王貫英在中國國民黨台北市黨部，贈送《十三經注疏》、《二十五史》、《資治通鑑》、《三字經精解》、《康熙字典》、《綱鑑易知錄》、《龍文鞭影》、《小學集註》給聖若望大學亞洲研究中心。國立國父紀念館孫逸仙圖書館也曾獲贈他捐的《十三經注疏》、《二十五史》、《資治通鑑》。
王貫英也為貧苦向學的學生以「忠孝獎學金」支持，至1979年已幫助將近200名學子。
王貫英工作返家後，晚上便在桌前吟詩練字。由薛興國與張夢機挑選數十首王貫英的詩作，編輯成書《拾荒者手記》。王貫英在該書也提及對家鄉的懷念，提到是環境孕育出他的志向。

### 創立圖書館
蔣經國國防部長任內時曾親自去看王貫英，但不巧未遇，後來差人送給他棉被。蔣經國親自下紙條指示台北市政府協助，讓王貫英開設圖書室。設置在南機場國民住宅第三期，館址是中華路二段301巷291號地下室。1978年4月5日，先總統蔣公誕辰紀念日正式開幕時，藏書在12000冊以上。次日，中國國民黨中央文化工作會主任楚崧秋來訪，並贈最新版的《中華民國史畫》。
此圖書館的藏書大多數都是1970年代由王貫英拾荒檢來的或近民眾丟棄不要的書，時下的熱門暢銷書、現代知名書一概付之闕如。王貫英其中一個心願是等反攻大陸成功，就要把這些書帶回山東老家。為了維持圖書室運作，王貫英必須拾荒，因此先由民防隊長李寶祿充當義務管理員。由於圖書室緊鄰著菜市場，且地下室經常會有髒水從地下冒出，環境惡臭且潮濕，附近民眾望之卻步。臺北市立圖書館在1982年受命支援王貫英，將80幾坪的貫英圖書館列為民眾閱覽室。因王貫英要在館內放置大堆的舊品與廢物，又要住在館內，以至於館內無供人閱覽空間，使北市立圖書館面臨經營不善的指責。
1983年4月10日，國賓大飯店，王貫英、楊煦、林有川、劉天生、趙林月娥、王添丁、陳廖素珠、高政賢、林慎靜、陳俊賢，獲頒第一屆吳尊賢愛心獎，由嚴家淦頒授。
1989年來此協助的王桂香回憶到任後第二年，王貫英身體就已很衰弱，有肺炎、失智等症狀，因此必須照顧他的生活起居。王桂香是輔仁大學圖書館學系畢業，1978年入北市圖書館作約僱人員。她在這必須都戴著口罩才好工作。1990年8月23日，王貫英被她發現昏倒在館內，經送和平醫院診治其腦中有血塊，被要求轉送臺大醫院急診室，25日出院。之後，王桂香長年在此工作，放假時也會來館內看望王貫英是否安好。
王貫英在1990年說一天可賺400元，即加上月收3600元的一級貧戶補助，因此可以捐書。

### 養老院休養
1996年4月，王貫英日前因肺炎復發在書堆昏倒，被王桂香送入和平醫院。教育部次長楊朝祥在4月25日前往探視時，被王貫英拉著手說「我的書怎麼辦？我的圖書館怎麼辦？」。26日下午，市長陳水扁、市館館長謝金菊前往探視。11月12日下午，國立國父紀念館頒發八十五年度社會教育有功團體及個人獎時，總統李登輝特頒「勤儉興學」橫額，由教育部長吳京轉頒。之前李登輝任職台北市長時，王貫英就獲頒榮譽市民。
王貫英於1997年6月17日被市府送入愛愛養老院後，王貫英圖書館也在次日關閉。王桂香被調至市立圖書館城中分館。25日晚，李登輝偕同夫人去愛愛院探視時，王貫英把總統贈的10萬元部分又捐給愛愛院。王貫英在養老院需每月耗費25000元，全由市府社會局負擔。
王貫英被送入養老院之初，因想念他的圖書館，連哭了好幾日。季耀發起替王貫英立傳，邀段彩華彙整。7月22日下午，館長謝金菊與姜穆、段彩華、司馬中原等人會議上一致認為，到王貫英出生地作田野調查有其必要。段彩華受十大傑出青年文教基金會贊助，1998年7月得到中共中央臺灣工作辦公室幫忙而走訪桓村。段彩華將王貫英比喻為子路、顏回、武訓的綜合體：服役時像子路，讀孔孟聖書像顏回，興學效仿武訓。
愛愛院祕書朱流江朱流江回憶王貫英住愛愛院期間，李登輝和連戰曾先後前往探視慰問。1998年8月19日，王貫英見到段彩華帶回的家鄉照片，及得知弟弟們皆已去世、嫁到平陰鎮李山頭村的女兒尚在人世、及二弟王介其有兒子王庭訓等消息，悲喜交集。

### 年邁去世
王貫英在1998年12月11日身體不適而去和平醫院就診，再於14日入仁濟醫院，15日0時55分便因敗血症併發心肺衰竭病逝。經中正區公所工作人員及忠勤里長方荷生等人緊急整理後，王貫英圖書館在次日開放作為臨時靈堂時，市長陳水扁、市長當選人馬英九、教育部長林清江、總統府秘書長黃昆輝、文建會主委林澄枝、考試委員張鼎鍾陸續前往上香悼祭。
因金寶山董事長曹日章和王貫英都是1994年全國好人好事代表，曹日章主動和教育部聯繫，表示願意免費提供相關協助，只酌收喪葬儀式、墓地等項象徵性的費用新台幣3元。12月24日，討論之後決定分別由教育部、台北市政府、王貫英遺產各負擔1元，創下政府支出單筆費用最低的一次。
1999年1月14日，獲褒揚令。由連戰出任治喪會榮譽主任委員、行政院長蕭萬長任榮譽副主任委員，教育部長林清江任主任委員，蔣仲苓、黃主文、馬英九、陳水扁、程建人、林澄枝、韋伯韜、陳健治、詹春柏、巴信誠擔任副主任委員。19日，臺北市第一殯儀館景行廳告別式上，孫運璿、山東同鄉會得到王貫英獎學金的學子等到場外，與王貫英相交五十年、已九十六歲的宋念慈在孫子陪伴下自樹林鎮前來，跪在靈前話別。國民黨追頒華夏一等獎章，並給予覆蓋國旗和黨旗。

## 紀念
市立圖書館館曾要計畫改善王貫英圖書館，但需耗資4、500萬元，受限於財源，只有放棄。1999年1月19日，市立圖書館館長曾淑賢表示，市府已決定將市立圖書館古亭分館更名為王貫英紀念圖書館，並設一專室來陳列王貫英部分藏書和相關文物。12月20日，台北市長馬英九及文建會主委林澄枝主持更名揭幕時，教育部長楊朝祥發言說：「彷彿那熟悉的腳踏車聲再度啪踏響起，穿過大街小巷...」。
文建會為王貫英先生闢建紀念園，設於王貫英紀念圖書館外右側。上面刻著「日拉三輪車，一天兩往還，揀來廢棄物，送到垃圾店。餘錢購經史，贈給圖書館，培養清寒士，為國育俊彥」。
2004年，王貫英紀念圖書館要為兒童室書架募款，舉辦起「尋找社區新武訓」活動時，一位住附近、住家簡陋的老婦人李高根，就捐出1萬元。